# Estnisch-haitianische Beziehungen
Die estnisch-haitianischen Beziehungen beschreiben das bilaterale Verhältnis zwischen der Republik Estland einerseits und der Republik Haiti andererseits.

## Geschichte und Stand
Die Republik Estland (1918 gegründet und 1991 nach dem Zerfall der Sowjetunion erneut souverän) und die Republik Haiti (im Jahr 1804 von Frankreich unabhängig geworden) unterhalten seit 2010 diplomatische Beziehungen.
Die entsprechende gemeinsame Erklärung wurde am 31. März 2010 von dem Außenminister Estlands, Urmas Paet, und dem Premierminister Haitis, Jean-Max Bellerive, bei den Vereinten Nationen in New York unterzeichnet.
Es wurden keine diplomatischen Vertretungen im jeweils anderen Land eingerichtet. In Pétionville/Port-au-Prince ist ein Honorarkonsul von Estland bestellt und ansässig. Visa zur Einreise nach Estland werden in Port-au-Prince durch die Botschaft Frankreichs erteilt.
Haiti ist Mitglied der Organisation Amerikanischer Staaten (OAS), bei der Estland einen Beobachterstatus innehat.
Nach dem Erdbeben in Haiti 2010 trug Estland 450.000 Euro für Hilfsmaßnahmen bei und entsandte unmittelbar spezialisierte Rettungskräfte in das Katastrophengebiet.
Auch nach den verheerenden Schäden, die der Hurrikan Matthew im Jahr 2016 in Haiti verursachte, beteiligte sich Estland durch Entsendung von Rettungskräften an den Hilfsmaßnahmen im Land.
Am 19. Dezember 2017 nahm der estnische Außenminister Sven Mikser in Vertretung für Federica Mogherini an der 34. Sitzung der AKP-EU Parlamentarischen Versammlung in Port-au-Prince teil. Mikser traf am Rande der Versammlung mit seinem haitianischen Amtskollegen Antonio Rodrigue zu einem Gespräch zusammen.
Am 18. Juni 2018 hielt sich der estnische Parlamentsabgeordnete Mart Nutt zu politischen Gesprächen in Port-au-Prince auf. Ziel seines Besuchs war es, für die Unterstützung Haitis bei die Kandidatur Estlands als nichtständiges Mitglied des Sicherheitsrats der Vereinten Nationen zu werben. Nutt traf u. a. Außenminister Antonio Rodrigue. Beide Seiten räumten ein, dass sich die bilateralen Beziehungen in einer Sondierungsphase befanden.
In der 76. Generalversammlung der Vereinten Nationen unterstrich der estnische stellvertretenden Außenminister Andre Rundu im Oktober 2021 die tiefe Besorgnis seiner Regierung über die Verschlechterung der humanitären, politischen und sicherheitspolitischen Lage in Haiti.